# Hey Mamma!
"Hey Mamma!" er en sang fremført af gruppen SunStroke Project som deltog i Eurovision Song Contest 2017, hvor de repræsenterede Moldova. Sangen opnåede en 3. plads.

## Eksterne kilder og henvisninger
| Musik | Spire Denne musikartikel er en spire som bør udbygges. Du er velkommen til at hjælpe Wikipedia ved at udvide den. |